# Ronda 6 de GP2 Series de 2009
A ronda no Hungaroring foi a sexta do campeonato GP2 Series em 2009. Na 1ª Corrida, Nico Hülkenberg, da ART Grand Prix, venceu e fez a volta mais rápida, enquanto que na 2ª Corrida o holandês Giedo van der Garde, da iSport International, se estreou a vencer nas GP2 Series. Nesta corrida a volta mais rápida foi feita por Luca Filippi, da Super Nova Racing

## Classificações
Em progresso

### Corrida 1

#### Qualificação[1]
| Pos | Piloto              | Equipa(e)                     | Tempo     | Diferença |
| --- | ------------------- | ----------------------------- | --------- | --------- |
| 1   | Lucas di Grassi     | Fat Burner Racing Engineering | 1m27.867s | —         |
| 2   | Vitaly Petrov       | Barwa Addax Team              | 1m27.933s | +0.066s   |
| 3   | Javier Villa        | Super Nova Racing             | 1m28.023s | +0.156s   |
| 4   | Davide Valsecchi    | Durango                       | 1m28.151s | +0.284s   |
| 5   | Nico Hülkenberg     | ART Grand Prix                | 1m28.297s | +0.430s   |
| 6   | Luca Filippi        | Super Nova Racing             | 1m28.379s | +0.512s   |
| 7   | Pastor Maldonado    | ART Grand Prix                | 1m28.452s | +0.585s   |
| 8   | Andreas Zuber       | FMS International             | 1m28.465s | +0.598s   |
| 9   | Davide Rigon        | Trident Racing                | 1m28.534s | +0.667s   |
| 10  | Roldán Rodríguez    | Piquet GP                     | 1m28.536s | +0.669s   |
| 11  | Alberto Valerio     | Piquet GP                     | 1m28.617s | +0.750s   |
| 12  | Diego Nunes         | iSport International          | 1m28.632s | +0.765s   |
| 13  | Dani Clos           | Fat Burner Racing Engineering | 1m28.670s | +0.803s   |
| 14  | Álvaro Parente      | Ocean Racing Technology       | 1m28.799s | +0.932s   |
| 15  | Sergio Pérez        | Telmex Team Arden             | 1m28.897s | +1.030s   |
| 16  | Giedo van der Garde | iSport International          | 1m28.923s | +1.056s   |
| 17  | Luiz Razia          | FMS International             | 1m28.974s | +1.107s   |
| 18  | Edoardo Mortara     | Telmex Team Arden             | 1m29.058s | +1.191s   |
| 19  | Michael Herck       | DPR                           | 1m29.222s | +1.355s   |
| 20  | Karun Chandhok      | Ocean Racing Technology       | 1m29.250s | +1.383s   |
| 21  | Kamui Kobayashi     | DAMS                          | 1m29.256s | +1.389s   |
| 22  | Nelson Panciatici   | Durango                       | 1m29.387s | +1.520s   |
| 23  | Jérôme d'Ambrosio   | DAMS                          | 1m29.731s | +1.864s   |
| 24  | Ricardo Teixeira    | Trident Racing                | 1m30.550s | +2.683s   |
| 25  | Franck Perera       | DPR                           | 1m37.519s | +9.652s   |
| 26  | Romain Grosjean     | Barwa Addax Team              | 1m46.315s | +18.448s  |

## Tabela do campeonato após a ronda
Observe que somente as cinco primeiras posições estão incluídas na tabela.
| Pos | Var     | Piloto           | Pontos |
| --- | ------- | ---------------- | ------ |
| 1   | Estável | Nico Hülkenberg  | 57     |
| 2   | Estável | Romain Grosjean  | 45     |
| 3   | Estável | Vitaly Petrov    | 41     |
| 4   | Aumento | Lucas di Grassi  | 40     |
| 5   | Baixa   | Pastor Maldonado | 31     |

| Pos | Var     | Construtor                    | Pontos |
| --- | ------- | ----------------------------- | ------ |
| 1   | Estável | Barwa Addax Team              | 88     |
| 2   | Estável | ART Grand Prix                | 86     |
| 3   | Aumento | Super Nova Racing             | 42     |
| 4   | Baixa   | Fat Burner Racing Engineering | 40     |
| 5   | Estável | DAMS                          | 25     |